# Божевільний корабель
«Божевільний Корабель» (англ. The Mad Ship) - роман американської письменниці Маргарет Ліндгольм, написаний під псевдонімом Робін Гобб, другий у її серії «Торговці Живих кораблів» (англ. The Liveship Traders). Написаний у формі розповіді від третьої особи. Роман був опублікований 1999 року у видавництві HarperVoyager. Дія відбувається у всесвіті Елдерлінгів та є прямим продовженням роману «Чарівний корабель» (англ. Ship of Magic). Історії персонажів продовжуються у наступному романі трилогії «Корабель Долі» (англ.Ship of Destiny). Окремі персонажі трилогії виступають другорядними персонажами в серіях «Хроніки Дощових Нетрів» (англ.The Rain Wilds Chronicles) та «Трилогія про Фітца і Блазня» (англ. The Fitz and the Fool Trilogy). Події серій «Трилогія про Провісників» (англ. The Farseer Trilogy) та "Трилогія про Світлу людину" (англ. The Tawny Man Trilogy) відбуваються в тому самому світі. 

## Сюжет
На борту Вівації від укусу морської змії помирає Кенніт, але Вінтроу набирається сміливості та відрізає заражену частину ноги. Кенніт починає зв'язуватися з кораблем, а операція робить їх зв'язок набагато глибшим. Вівація починає вірити в свого нового капітана і в те, що він насправді намагається зробити добро, ставши королем Піратських островів. Вінтроу також починає захоплюватись ним. На прохання Вінтроу, Кенніт не вбиває Кайла, натомість ув'язує його на таємному острові, де відокремлено живе його мати. Виявляється у дитинстві він потрапив у полон до пірата Ігрота, який вбив батька Кенніта, вирізав язик його матері, а самого хлопчика зробив піратом.  Кенніт вирішує, що Вїнтроу повинен поїхати на Острів Інших і отримати своє пророцтво. Коли вони потрапляють туди, Вінтроу відправляється шукати вздовж пляжу, але замість артефактів знаходить стежку, яка веде його до клітки із затиснутою морською змією. Змилосердившись над нею, він вириває її з клітки, а вона, у свою чергу, допомагає повернути Вінтроу, Кенніта та Етту назад на Вівацію. Змія, яку він рятує - це "Та, що пам’ятає", яку Інші ув'язнили як свого оракула. 
Алтея служить на борту корабля "Офелія". Калсидійська галера зупиняє їх на піратських островах і вимагає впустити на борт їх представників для перевірки вантажу. Капітан Теніра вважає, що це піратство, і відмовляється зробити це, навіть після заяви, що це розпорядження Сатрапа. Зав'язується бійка в якій Офелія пошкоджує калсидійську галеру,  але натомість спалює свої руки. Повернувшись у Бінгтаун, капітан Теніра виявляє, що митники Сатрапа вимагають хабарі у всіх, хто хоче потрапити до Бінгтауну. Він відмовляється, і вони зв’язують Офелію біля митного причалу. Алтея йде до своєї родини і намагається переконати їх приєднатися до Теніри у протистоянні Сатрапу. 
Тим часом Брешена, що служить на піратському кораблі, просять допомогти утилізувати шматок піратської здобичі - картину, яка, як він знає, належить Алтеї, і знаходилась у її каюті на Вівації. До нього доходили чутки про те, що Кенніт захопив Вівацію, але він не вірив у це. Брешен погоджується поїхати до Бінгтауна, щоб домовитись про  вищу ціну за деякі вкрадені речі, але натомість вирушає до Вестрітів, щоб повідомити про викрадення. Звичайно, Алтея хоче організувати порятунок, але вони швидко розуміють, що ніхто не буде готовий здійснити рятувальну місію. Тож Брешен, Алтея та Янтар вирішують реконструювати Досконалого та вирушити на ньому рятувати Вівацію. Давад Рестарт вже вів переговори про те, щоб Ладлаки продали йому Досконалого, і за допомоги Янтар їм це вдається зробити. ВБінгтауні ситуація погіршується, і більшість Старих Торговців починають усвідомлювати, що їм потрібно протистояти Сатрапу та його калсидійським найманцям. Тим часом в Джамелії Сатрап приймає рішення вирушити особисто в Бінгтаун. 
Мальта продовжує безсоромно грати на почуттях Рейна та Сервіна. На прийомі в честь Сатрапа, вона знайомиться та танцює з ним. В цей час Серілла, одна з супутниць Сатрапа, розмовляє з Рейном і Грегом і переконує їх, що ось-ось розпочнеться переворот, Сатрапа збираються вбити калсидійці та звинуватити у цьому Бінгтаун. Вестритів відправляють додому, але раптом Сатрап вирішує, що він хоче поїхати з ними, тож вони всі разом у ідуть у кареті Давада. В дорозі на Сатрапа скоюють напад, Давада вбивають, Сатрапа викрадають, а Кеффрія та Мальта тікають до Дощових Нетрів, поки калсидійці палять Бінгтаун. Вночі Мальта прокрадається до руїн, слідуючи за голосом драконниці, що вже деякий час переслідує її. Рейн усвідомлює, що Мальта стала полонянкою драконниці, але його мати думає, що він марить, тому вона ігнорує його слова. В Дощових Нетрях відбувається великий землетрус. Мальта, намагаючись знайти вихід з руїн, знаходить Сатрапа та одну з його Подруг, яких ховали в одній із камер. Рейн і Сельден закінчують те, що було розпочато Мальтою, і звільняють драконницю. Вона вирішує виконати свої обіцянки і врятувати людей, які визволили її. 
Змії продовжують об'єднуватись в один великий клубок, ділячись своїми спогадами про минуле. Моолкіну вдається примусити деяких диких змій згадати їх імена. Потім вони натрапляють на живий корабель Рінгголд. Вони відчувають, що він один з них, і примушують згадати про це. Корабель згадує, що він був Драконом на ім’я Дракіус. Змії з'їдають деревину корабля і отримують його спогади. Змії розуміють, що мешканці Дощових Нетрів століттями знаходили кокони, з яких мали вилупитись дракони і використовували їх як матеріал для Живих кораблів, називаючи їх Чардеревом, а сплячих у коконах драконів вбивали. 
Остання драконниця Тінталья, яка змогла звільнитись з кокона прагне повернути драконів у світ. Якщо "Та, що пам’ятає" зможе знайти Моолкіна та інших змій, і всі вони зможуть знайти шлях вгору по Дощовій річці, тоді Тінталья зможе допомогти їм створити власні кокони, та вилупитись з них навесні, ставши драконами.   

## Головні персонажі

### Сім'я Вестріт
- Ефрон Вестріт (англ. Ephron Vestrit) — капітан Живого корабля Вівація. Помирає на початку книги на борту власного корабля.

- Роніка Вестріт (англ. Ronica Vestrit) — дружина Ефрона. Належить до сім'ї торговців. Керує господарством поки чоловік знаходиться в морі. Мати двох доньок Алтеї Та Кефрії.
- Алтея Вестріт (англ. Althea Vestrit) — молодша донька Ефрона та Роніки. З дитинства захоплювалась мореплаванням та корабельним ділом. Плавала на Вівації разом з татом і сподівалась стати наступним капітаном. Навіть після вигнання Кайлом з борту корабля, не облишила надії повернути Вівацію.
- Кефрія Вестріт (англ. Keffria Vestrit) — старша донька Ефрона та Роніки. Мати трьох дітей — Вінтроу, Мальти і Сельдена. Має спокійний характер, намагається не суперечити чоловікові Кайлу, якого вважає ідеалом. С сестрою Алтеєю має напружені стосунки.
- Кайл Хевен (англ. Kyle Heaven) — чоловік Кефрії. За походженням калсидієць, чим пояснюється відмінність його поглядів від інших членів сім'ї (наприклад, работоргівля для нього — звичайний промисел, в той час як мешканці Бінгтауну не терплять цього). Не має звання торговця. Властний, місцями деспотичний чоловік та батько. Намагається зробити зі старшого сина моряка, при цьому не цурається жодних методів, в той час, потурає всім забаганкам Мальти. Зневажає Алтею, оскільки вважає її поведінку недопустимою для жінки. Не розуміє різниці між Живим кораблем та звичайним, через що жорстоко обходиться з Вівацією (перетворює її в рабське судно, попри те, що Вівація гостро відчуває емоції всіх на своєму борту).
- Вінтроу (англ. Wintrow) — старший син Кефрії та Кайла, в дитинстві був відданий матір'ю в жерці Са. Після смерті Ефрона забраний батьком на корабель Вівацію, оскільки на Живому кораблі обов'язково має бути кровний член сім'ї.
- Мальта (англ. Malta) — донька Кефрії та Кайла. Всіма способами бореться за право вважатись дорослою жінкою, провокуючи цим постійні конфлікти з мамою та бабусею.
- Сельден (англ. Selden) — молодший син Кефрії та Кайла.
- Вівація (англ. Vivacia) — живий корабель сім'ї Вестрітів.

### Сім'я Трелл
- Келф Трелл — голова сім'ї.
- Брешен Трелл (англ. Brashen) — старший син. Через розгульний спосіб життя був вигнаний з дому в юності та позбавлений звання торговця . Служив на різних кораблях допоки Ефрон Вестріт взяв його на Вівацію. Досяг положення старпома, але покинув корабель після конфлікта з новим капітаном Кайлом.
- Сервін Трелл — молодший син, спадкоємець.
- Дейла Трелл — молодша донька, найкраща подруга Мальти Вестріт.

### Сім'я Теніра
- Офелія (англ. Othelia) — живий корабель сім'ї Теніра. Має веселий та легкий характер, однак насправді сентиментальна та вразлива.
- Томі Теніра — власник і капітан живого корабля Офелія.
- Грейг Теніра — син Томі Теніри.

### Морські змії
Морські змії — розумні істоти, що живуть в Південних морях. Живуть невеликими скупченнями — клубками. Спілкуються обмінюючись думками та образами. Змії володіють не лише індивідуальною, а й спадковою пам'яттю.
- Моолкін — золотий змій, лідер клубка. Він пророк і пам'ятає багато того, що вже давно забуте рештою. Намагається привести свій клубок до "Тої, хто пам'ятає", щоб нагадати іншим про істинне призначення.

- Шрівер — змія з клубка Моолкіна.

- Сессурія — найбільший змій в клубку Молкіна.

### Пірати
- Кенніт (англ. Kennit) — амбіційний капітан «Маріетти». Для свого екіпажу та для більшості жителів Піратських Островів є прикладом ідеального чоловіка. Насправді, егоїст для якого всі оточуючі лише засіб досягнення мети. Володіє глибокими знаннями економіки та стратегічним мисленням. Прагне об'єднати незалежні піратські землі в одне королівство і стати першим в історії королем Піратських Островів.
- Соркор — старпом «Маріетти», «права рука» капітана Кеніита.
- Етта — повія з дому задоволень Бреттель. Закохана в Кенніта. Після невдалого замаху на своє життя, в якому була використана як приманка для Кенніта, лишає бордель та стає членом екіпажу «Маріетти». Завдяки жорсткому характеру, швидко завойовує довіру екіпажу.

### Торговці Дощових Нетрів
Торговці Дощових Нетрів далекі родичі торговців Бінгтауну. Невідома магія Нетрів змінює їх зовнішність, тому поза межами дому з'являються виключно з закритими обличчями. Переважно є заможними людьми, завдяки знайденим в руїнах древнього міста Старійшин під Дощовими Нетрями унікальним магічним сувенірам. Єдині виробники Живих Кораблів, плата за які зазвичай тягнеться з покоління в покоління. Якщо покупець не в змозі вчасно оплатити борг, мають право забрати до себе одного з членів сім'ї, найчастіше молодих дівчат.
- Рейн Хурпус — юнак, що залицяється до Мальти Вестріт.

### Інші персонажі
- Янтар (англ. Amber) — загадкова різниця по дереву, що прибула до Бінгтауна, за чутками, з Шести Герцогств. Виділяється незвичайною зовнішністю (жовтуватий колір шкіри та очей). Має здібності до передбачення.
- Давад Рестар — торговець Бінгтауну, лояльний до Калсиди та рабства. Друг сім'ї Вестрітів.
- Касго — сатрап Джамелії.
- Серілла — Серцева Подруга сатрапа, спеціаліст по Бінгтауну Серцева Подруга — особливо наближений до правителя радник, але Касго використовує їх для задоволення фізичних потреб і не намагається прислухатись до порад, що не влаштовує Серіллу.
- Досконалий (англ. Paragon) — живий корабель сім'ї Ладлак. Вважається причетним до загибелі чоловіків з сім'ї Ладлак, оскільки всі його плавання закінчувались поверненням без екіпажу. З останнього плавання повернувся з повністю порізаним обличчям носової фігури та осліпленим. Після цього був покинутий на березі і вважається проклятим.

## Реакція
Роман "Божевільний корабель" отримав переважно схвальні відгуки. Один рецензент назвав книгу "сильним і яскравим романом"  , інший рецензент заявив, що книга містить "історію повну чудових персонажів та інтриг".  Багато рецензентів зазначили багатовимірність персонажів, використаних в історії, як одну з сильних сторін роману.   
Щодо сюжету книги, Kirkus Reviews сказав: "Гобб вивляє чудову уяву, але відкидає будь-яку схильність до контролю". 

## Видання
- Британське англійське видання в м'якій обкладинці було видано в Лондоні Voyager / Harpercollins в 1999 році ISBN 0-00-649886-8    . Обкладинку цього видання ілюструє Джон Хоу .